# 캐슬록 (TV 드라마)
《캐슬록》은 훌루에서 방송된 미국의 심리 공포 웹 TV 드라마 시리즈이다. 스티븐 킹의 주요 소설들 배경으로 자주 등장해온 가상의 마을 캐슬록의 인물들과 주제를 엮어낸다.

## 출연진
- 멜러니 린스키: 몰리 스트랜드 역[1]
- 안드레이 홀랜드: 헨리 디버 역[2]
- 제인 리비: 재키 역[3]
- 시시 스페이섹: 루스 디버 역[3]
- 빌 스카르스고르드
- 스콧 글렌: 앨런 팽본 역[4]
- 테리 오퀸: 데일 레이시 역[5]

## 제작
2017년 2월 17일, 인터넷에 티저 예고편이 공개되었다. 그리고 훌루가 4일 후에 첫 번째 시즌에서는 10개 에피소드로 구성되는 것을 확정했다. 훌루는 제작 발표회에서 이 드라마가 "가상의 공간과 메인 주의 몇 제곱 마일의 삼림지를 배경으로 하는 킹의 가장 사랑받는 작품들에서 등장하는 친숙한 등장인물들을 결합했고 어둠과 빛의 서사시적인 이야기를 같이 엮어내었다"고 했다.
티저 예고편에서 수많은 스티븐 킹의 소설의 제목과 등장인물이 언급된다. 언급된 작품은 <그것(It)>, <돌로레스 클레이본(Dolores Claiborne)>, <캐슬록의 비밀(Needful Things)>, <살렘스 롯(Salem's Lot)>, <리타 헤이워드와 쇼생크 탈출(Rita Hayworth and Shawshank Redemption)>, <드림캐쳐(Dreamcatcher)>, <스티븐 킹 단편집(Night Shift)>, <그린마일(The Green Mile), <미저리(Misery)>, <내 영혼의 아틀란티스(Hearts in Atlantis)>, <샤이닝(The Shining)>, <맹글러(The Mangler)>, <스티븐 킹 미스터리 환상특급(Four Past Midnight)>, <사계(Different Seasons)>, <Nightmares & Dreamscapes>, <The Night Flier>이다.
J.J 에이브럼스는 샘 쇼와 더스틴 토마슨과 함께 캐슬록의 책임 프로듀서이며, 샘 쇼와 더스틴 토마슨은 작가로도 참여한다. 이 작품의 제작은 방송 날짜가 확정되지 않은 시점임에도 불구하고 2017년 8월에 시작될 것으로 예상되었다.
제작은 2017년 7월에 매사추세츠주 오리건에서 시작되었고, 매사추세츠 주의 Worcester's Providence Street School and Downtown와 같은 주의 랭커스터의 빅토리아 여왕 시대 양식의 집에서의 촬영분도 포함되었다.

## 같이 보기
- 캐슬록(드라마의 배경이다.)